# Comuna Lhovske, Kirovske
Lhovske (în ucraineană Льговське) este o comună în raionul Kirovske, Republica Autonomă Crimeea, Ucraina, formată din satele Dobroliubovka, Dolînne, Lhovske (reședința) și Prudî.

## Demografie
Componența lingvistică a comunei Lhovske
     Rusă (59,45%)
     Tătară crimeeană (23,6%)
     Ucraineană (13,75%)
     Alte limbi (0,66%)
Conform recensământului din 2001, majoritatea populației comunei Lhovske era vorbitoare de rusă (59,45%), existând în minoritate și vorbitori de tătară crimeeană (23,6%) și ucraineană (13,75%).